# 2014 في جنوب إفريقيا
فيما يلي قوائم الأحداث التي وقعت خلال عام 2014 في جنوب أفريقيا.

## سياسة

### تعيين في المنصب
- 21 مايو – إدنا مولوا عضو الجمعية الوطنية لجنوب أفريقيا.
- 21 مايو – باليكا مبيتي عضو الجمعية الوطنية لجنوب أفريقيا.
- 21 مايو – جاكوب زوما عضو الجمعية الوطنية لجنوب أفريقيا.
- 21 مايو – جوليوس ماليما عضو الجمعية الوطنية لجنوب أفريقيا.
- 21 مايو – سيريل رامافوزا عضو الجمعية الوطنية لجنوب أفريقيا.
- 21 مايو – لين براون عضو الجمعية الوطنية لجنوب أفريقيا.
- 21 مايو – ويني ماديكيزيلا مانديلا عضو الجمعية الوطنية لجنوب أفريقيا.

### انتهاء فترة المنصب
- 1 يناير – ويني ماديكيزيلا مانديلا عضو الجمعية الوطنية لجنوب أفريقيا.
- 21 مايو – جاكوب زوما عضو الجمعية الوطنية لجنوب أفريقيا.

## رياضة
- 1 يناير – بطولة أمم أفريقيا للمحليين 2014

## وفيات

### يوليو
- 13 يوليو – نادين غورديمير (مواليد 1923)

### أكتوبر
- 26 أكتوبر – سنزو ميوا (مواليد 1987) لاعب كرة قدم جنوب أفريقي.